# Elecciones generales del Reino Unido de 1964
Las elecciones generales del Reino Unido de 1964 se celebraron el 15 de octubre de 1964. Resultó vencedor el Partido Laborista liderado por Harold Wilson.

## Resultados
| Partido                    | Líder             | Votos      | %      | Escaños | +/− |
| -------------------------- | ----------------- | ---------- | ------ | ------- | --- |
| Partido Laborista          | Harold Wilson     | 12.205.808 | 44,1 % | 317     | +59 |
| Partido Conservador        | Alec Douglas-Home | 12.002.642 | 43,4 % | 304     | -69 |
| Partido Liberal            | Jo Grimond        | 3.099.283  | 11,2 % | 9       | +3  |
| Partido Nacional Escocés   | Arthur Donaldson  | 64.044     | 0,2 %  | 0       |     |
| Plaid Cymru                | Gwynfor Evans     | 69.057     | 0,2 %  |         |     |
| Republicanos independentes |                   | 101.628    | 0,4 %  |         |     |
| Partido Comunista          | John Gollan       | 46.442     | 0,2%   |         |     |
| Republican Labour Party    | Gerry Fitt        | 14.678     | 0,01 % | -       | -   |